# Sandy Walsh
Sandy Walsh (Bruselas, Bélgica, 14 de marzo de 1995) es un futbolista indonesio que juega de defensa en el Buriram United F. C. de la Liga de Tailandia.

## Selección nacional
Fue internacional con las categorías inferiores de la selección de fútbol de los Países Bajos. Con la sub-17 ganó el campeonato Europeo Sub-17 de la UEFA 2012.

## Clubes
| Club                 | País      | Año       |
| -------------------- | --------- | --------- |
| K. R. C. Genk        | Bélgica   | 2012-2017 |
| SV Zulte Waregem     | Bélgica   | 2017-2020 |
| K. V. Mechelen       | Bélgica   | 2020-2025 |
| Yokohama F. Marinos  | Japón     | 2025      |
| Buriram United F. C. | Tailandia | 2025-     |

## Palmarés

### Títulos nacionales
| Título          | Club          | País    | Año  |
| --------------- | ------------- | ------- | ---- |
| Copa de Bélgica | K. R. C. Genk | Bélgica | 2013 |

### Títulos internacionales
| Título         | Club (*)            | País      | Año  |
| -------------- | ------------------- | --------- | ---- |
| Europeo sub-17 | Países Bajos sub-17 | Eslovenia | 2012 |

(*) Incluyendo la selección.